# Laurel (nome)
Laurel  è un nome proprio di persona inglese femminile.

## Varianti
- Femminili: Laurell[2], Laurelle[1][2], Lorelle[1]

## Origine e diffusione

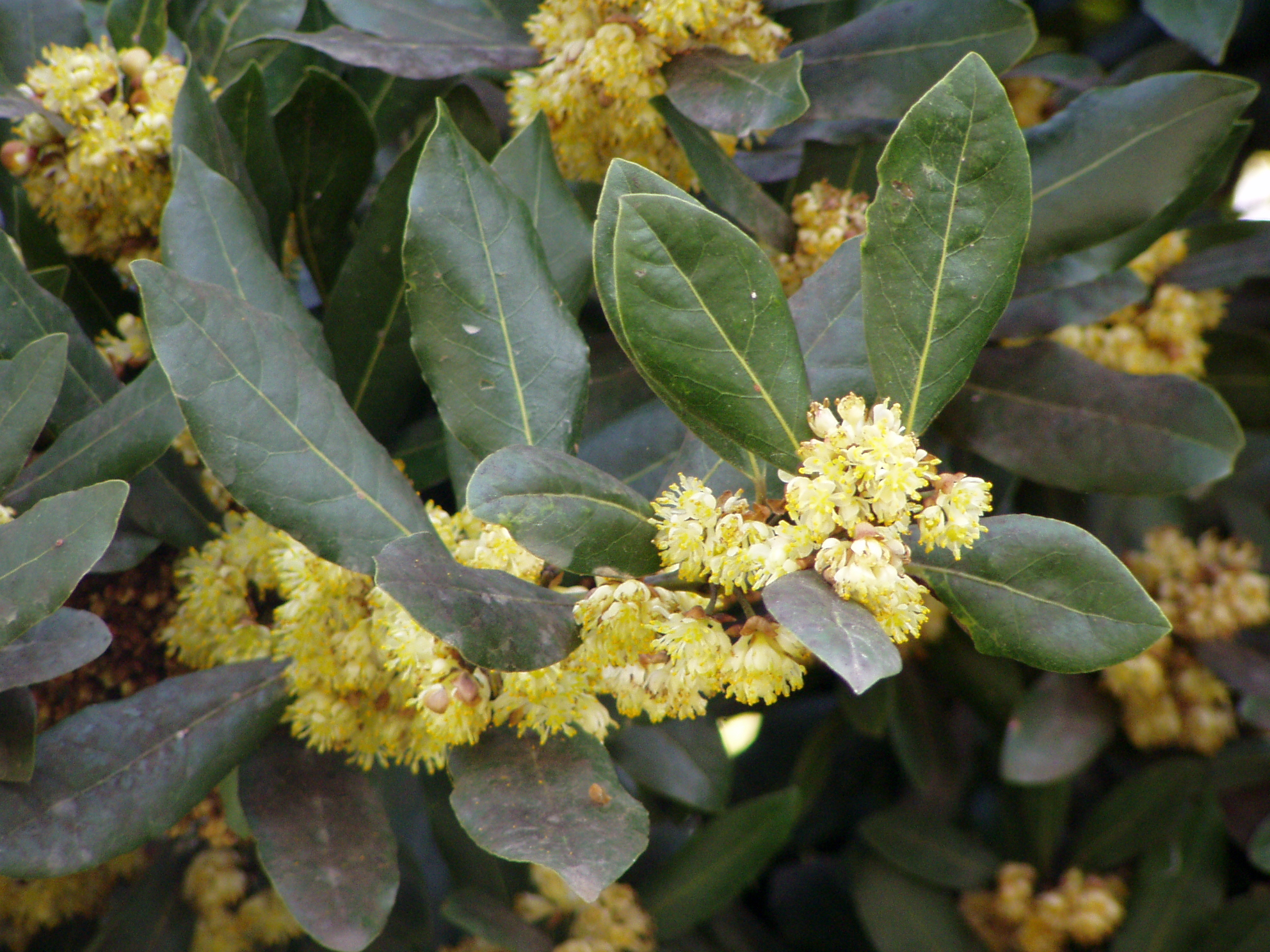
Foglie e fiori d'alloro

Riprende il termine inglese laurel che, sebbene ad oggi indichi perlopiù il lauroceraso, originariamente designava l'alloro.
Per significato, quindi, è simile ai nomi Dafne, Kelila e Laura. Con quest'ultimo condivide anche l'etimologia, poiché laurel proviene, tramite il francese antico lor e il medio inglese lorer, dal latino laurus.

## Onomastico
Il nome è adespota, cioè non è portato da alcuna santa, quindi l'onomastico ricade il 1º novembre, in occasione di Ognissanti.

## Persone

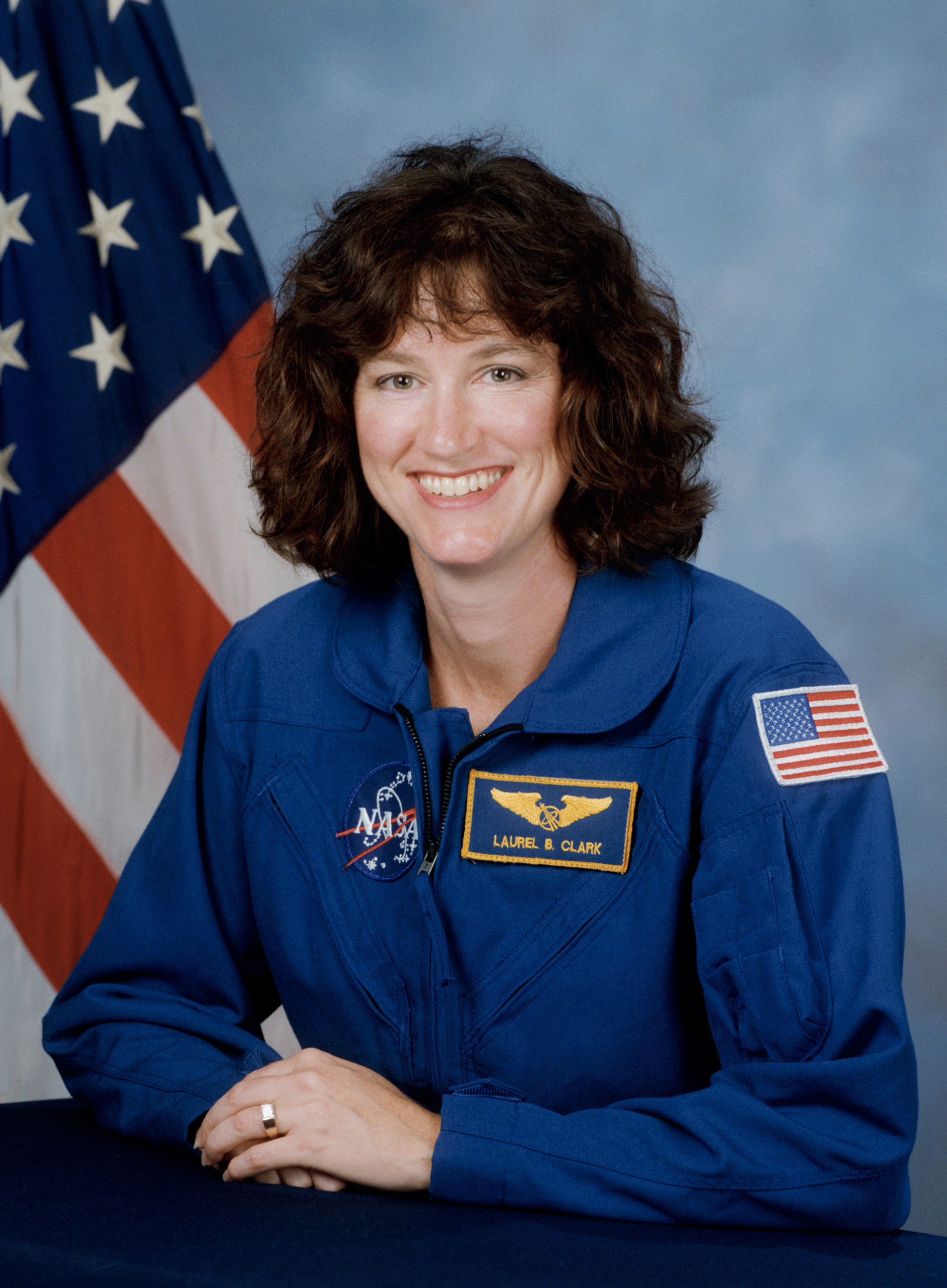
Laurel Clark

- Laurel Clark, astronatura statunitense
- Laurel Holloman, pittrice statunitense
- Laurel Massé, cantante statunitense
- Laurel Rose Willson, scrittrice statunitense

### Varianti
- Laurell K. Hamilton, scrittrice statunitense

## Il nome nelle arti
- Laurel Lance alias Black Canary è un personaggio di spicco nei fumetti di Green Arrow targati DC Comics. È inoltre il personaggio femminile principale della serie televisiva Arrow, la quale si ispira proprio ai fumetti DC Comics.
- Laurel Gand e Laurel Kent sono personaggi dei fumetti DC Comics.
- Laurel Castillo è un personaggio della serie televisiva Le regole del delitto perfetto.